# Kalistenika
Kalistenika (též kalisthenika) je cvičení s vlastní tělesnou vahou. Není tedy potřeba téměř žádné další vybavení. Slovo vzniklo ze spojení řeckých slov κάλλος kallos (krása) a σθένος sthenos (síla).
Cvičení je vhodné jak pro muže, tak i pro ženy, pro pokročilé, ale také pro začátečníky. Hodí se pro všechny nadšence, kteří chtějí nabrat nějakou svalovou hmotu, zbavit se podkožního tuku a zvýšit svou fyzickou, ale i psychickou kondici.
Výsledkem tohoto silového tréninku jsou silné, zpevněné a vyrýsované svaly. Tělo nenabírá na objemu tolik, jako z cvičení v posilovně, protože se adaptuje na efektivní vykonávání činnosti, ke které jej používáme[zdroj?] – více shybů, kliků či dřepů uděláme, když jsme lehčí. Cviky jsou ze začátku velmi náročné, postupně si ale cvičenci vybudují obrovskou sílu a vytrvalost. To vše ale samozřejmě souvisí se správnou, zdravou stravou. Při nevhodném stravování nemohou být výsledky stejné, jako při správné dietě, jako asi v každém sportu.
Cvičit lze opravdu kdekoliv. Uvnitř, v pohodlí domova, ale i venku. Poslední dobou se kalistenika stává čím dál více populární. V kalistenice jde především o rozvoj síly a vytrvalosti. Získáváme absolutní kontrolu nad svým tělem, zapojují se téměř všechny svaly a maximálně se využívá jejich potenciál. Při jednom pohybu se zapojuje hned několik svalových partií. Cvičební variace, pro jejich velkou náročnost, nelze provádět v příliš vysokých počtech opakování, jde tedy především o kvalitu. Tím se zapojují rychlá, vysoce oxidativní svalová vlákna, která mají největší potenciál růstu.

## Základní cviky
- kliky – v pozici obličejem otočeným k podlaze, kdy se opíráme pouze o dlaně a o špičky nohou, se postupně spouštíme dolů, až se téměř obličejem dotkneme země, opět se vrátíme do původní polohy, můžeme různě obměňovat pozici rukou, existují i kliky s tlesknutím nebo na jedné ruce, dokonce lze klikovat i ve stojce nebo na bradlech
- dřepy (squaty) – ze stoje, kdy jsou nohy asi na šíři ramen, se postupně dostáváme do pozice, kdy jsou kolena pokrčená cca do 90° a opět se vracíme zpět, existují různé obměny, jako dřepy na jedné noze, s oporou nebo bez, názory, zda koleno ohýbat jen do 90° nebo až úplně do podřepu se různí
- výpady – ze stoje vykročíme jednou nohou vpřed, téměř do kleku, poté nohu vrátíme opět do stoje, můžeme cvičit na místě tak, že nohu vrátíme do původní pozice, nebo stojnou nohu přikročíme k vykročené a uděláme tak krok
- shyby – na hrazdě se držíme podhmatem nebo nadhmatem, ruce mohou být od sebe vzdáleny různě, bez švihu se vytáhneme bradou k hrazdě, poté se spustíme dolů do propnutých nebo téměř propnutých rukou
- dipy – cvik na bradlech, ruce podél těla, držíme se bradel, tělo ve vzduchu, ruce pokrčíme v loktech, co nejvíce to jde, opět se vrátíme
- plank – v pozici kliku, ruce jsou kolmo k ramenům, držme co nejdéle, opírat se můžeme o dlaně nebo o lokty
- stojka – stojíme na rukou

Všechny cviky lze samozřejmě mnoha způsoby obměňovat, lze vymýšlet i své vlastní cviky, záleží pouze na pocitu cvičence, kdy sám cítí, že jeho svaly nejvíce zabírají.

## Street workout
Street workout je také cvičení s vlastní tělesnou vahou, mnoho prvku přebírá z kalisteniky, vyznačuje se ale tím, že se cvičí venku. Jeho průkopníkem je Hannibal for King, který cvičením inspiroval své okolí a street workout se tak díky němu rozšířil do celého světa. Na street workoutových hřištích najdeme různě vysoké hrazdy, bradla, žebříky, šikmé lavičky, různé stupínky na posilování nohou atd. Počet hřišť se, se stále rostoucí oblibou cvičení, rozšiřuje. Ke cvičení ale stačí i dětské hřiště, obyčejné zábradlí nebo lavička v parku.

### Soutěže
Street workout není jen obyčejný začínající koníček dostávající se do povědomí lidí, konají se dokonce různá mistrovství a soutěže. První český Street workout Battle v České republice se konal v Brně v roce 2013.